# In flagrante delicto
In flagranti (flagrante) delicto (с лат. — на месте, в разгаре преступления) — юридический термин, означающий, что преступник был пойман во время совершения преступления (с поличным). Сокращённый вариант фразы — in flagranti.
Данная фраза может также употребляться по отношению к ситуации супружеской измены.